# Damaris Page
Damaris Page, född 1610, död 9 oktober 1669, var en engelsk entreprenör, fastighetsägare och bordellmamma i 1600-talets London. Hon var en av sin tids kända personer och beskrivs som sin tids mest framgångsrika prostituerade. Hon var föremål för de så kallade 'Bawdy House Riots' (Bordellupploppen) i London, och stod som officiell avsändare till den berömda "The Whores' Petition".

## Biografi
Damaris Pages bakgrund är dåligt känd. Hon föddes i Stepney i London som dotter till John Aderson (Addersell) och arbetade som prostituerad sedan tonåren under namnet Page. Hon gifte sig år 1653 med James Dry. Hon anklagades 1655 för att ha varit gift vid tiden för sitt giftermål med Dry och alltså ha begått bigami, men frikändes. Samma år åtalades hon dock även för att ha orsakat Eleanor Pooleys död efter en dåligt utförd abort. Hon dömdes som skyldig och skulle ha blivit avrättad om hon inte hade varit gravid vid tillfället.
Page fortsatte sitt arbete som prostituerad även som gift. Hon var en framgångsrik prostituerad och började så småningom själv hålla bordell. Hon drev bordellen Three Tuns i Stepney för sjömän och en annan bordell på Rosemary Lane för officerare. Hennes anställda rekryterades främst bland kvinnor som hade lämnats utan försörjning sedan deras män hade tvingats in i flottan eller fallit i strid. Page ägnade sig också åt uppförande av fastigheter och investerade sina inkomster i byggandet av hus, något som säkrade henne ekonomiskt.
Damaris Page var en välkänd offentlig person och nämndes i pamfletter som "The Wandring Whore" och "Crafty Bawd". Hon har också föreslagits som förebilden till Daniel Defoes Moll Flanders. 
Damaris Page gav myndigheterna tillstånd att sjanghaja kunder från sin bordell, något som gjorde henne impopulär bland allmänheten. Hon blev därför ett av målen under de så kallade 'Bawdy House Riots' (bordellupploppen) i London 1668. Hon blev en av huvudvittnena mot upploppets ledare Robert Sharpless. I samband med upploppen stod Damaris Page liksom Elizabeth Cresswell som avsändare av den berömda pamfletten "The Poor-Whores Petition" (Horpetitionen), som sändes till Karl II av Englands mätress Lady Castlemaine. Petitionen riktade sig till Castlemaine och uppmanade henne att visa solidaritet med prostituerade och hjälpa till att reparera den skada som åsamkats dem under upploppen. Det är okänt vem som i själva verket författade denna petition, men Page och Cresswell stod officiellt som avsändare. Petitionen tilldrog sig stort uppseende och blev berömd.
Damaris Page avled under en fängelsevistelse. Hon testamenterade en betydande förmögenhet till sin syster Margaret.